# Канхура, Ноэ
Ноэ Канхура (Ной Канджура, исп. Noé Canjura; Апопа, Сальвадор, 14 августа 1922 — Морьенваль, Франция, 29 сентября 1970) — сальвадорский художник и видный деятель современного искусства XX века во Франции. Его искусство было «пропитано общественным сознанием и наполнено религиозным символизмом».

## Ранние годы
Ной Канхура родился в 1922 году в Апопе, деревне в Республике Сальвадор в Центральной Америке, в скромной семье безземельных крестьян. Чтобы облегчить жизнь своих родителей и заработать себе на образование, Канджура работал на лесопилке, часто оставаясь там на ночь.
Он заинтересовался рисованием в возрасте семнадцати лет, впоследствии изучал живопись в Академии живописи Валеро Леча в Сан-Сальвадоре с 1942 по 1946 год. С 1942 года работы Канджуры экспонировались по всему Сальвадору, а затем и в Гватемале. В 1948 году он начал учиться в Мехико; там на него оказал сильное влияние Диего Ривера, бывший тогда на пике своей славы. Позже Канджура черпал вдохновение в искусстве Гогена, особенно в его концепциях формального порядка в живописи и использовании кривых. В том же году его работы впервые выставили в США.

## Жизнь в Париже
В 1949 году, получив пятилетнюю государственную стипендию, Канджура отправился во Францию, чтобы учиться в Национальной высшей школе изящных искусств . Несмотря на влияние работ Курбе и братьев Ленен, он предпочитал изображать мрачные, суровые условия жизни своей родной страны. Он провёл свою первую персональную выставку в Париже в 1953 году и жил там с тех пор. Его брак с Мадлен Бачелет, также художницей, принёс бо́льшую финансовую стабильность, что позволило ему посвятить себя искусству. В 1957 году он ненадолго вернулся в Сальвадор и увидел свою страну с новой точки зрения, после этого и цвет и свет стали играть большую роль в его работах. Город Париж приобрел четыре картины Канджуры в период с 1959 по 1965 год для своей постоянной коллекции.
Канджура был членом Национального общества изящных искусств и Выставки молодёжной живописи. Его работы постоянно выставлялись, и каждый год его приглашали в группу Мориса Бойталя в Салоне сопоставления. Его картины приобрели Национальный музей Сальвадора и Музей Хамишки Леомана в Эйн-Хароде (Израиль).

## Смерть и наследие
Канджура умер в Морьенвале (Франция) 29 сентября 1970 года, в возрасте 48 лет, и был похоронен на кладбище Нотр-Дам де Морьенваль.
Его считают «почти мифической фигурой в Сальвадоре — босоногим пастухом… который впоследствии стал успешным художником в Париже». Считается, что на его работы повлияла «память о драматических красках и тропическом свете Сальвадора». Его французский период привёл к развитию «всё более абстрактного стиля светящихся цветов и рассеянных форм».